# Wasserklang
Der Wasserklang ist ein Knoten, der beim Klettern dazu dient, den Halbmastwurf zu blockieren.

## Anwendung
Das Anwendungsgebiet des Wasserklangs liegt beim Klettern und der behelfsmäßigen Bergrettung. Mit ihm blockiert der Sichernde einen Halbmastwurf, um beide Hände frei zu bekommen. So kann er anschließend einem verunfallten Seilpartner helfen oder sich selbst ausruhen, wenn dieser eine längere Pause macht. Anschließend kann er einfach und kontrolliert gelöst werden.
Der österreichische Alpenverein lehrt diesen Knoten als Standard zum Blockieren einer Halbmastwurfsicherung. Das Beherrschen des Knotens ist eine Eingangsvoraussetzung zur Ausbildung für Instruktoren beim Verband Alpiner Vereine Österreichs.

## Knüpfen
Der Sicherungspartner knüpft diesen Knoten unter Last, also wenn der Kletternde im Seil sitzt. Dazu fixiert er mit einer Hand den Halbmastwurf im Karabiner. Die freie Hand greift das Bremsseil und macht damit einen halben Schlag ums Lastseil. Anschließend holt man den Schlag dicht zum Halbmastwurf. Dies blockiert die HMS bereits zuverlässig.
Zusätzlich sollte der Wasserklang stets mit einem Spierenstich hintersichert werden, um zu verhindern, dass er versehentlich gelöst wird. Dazu steckt der Sichernde die entstandene Bucht durch den Karabiner und legt einen Überhandknoten um das Seil.

## Alternativen
Der deutsche Alpenverein empfiehlt zum Blockieren eines Halbmastwurfs den Schleifknoten.